# Aramayguán de Narra
Aramayguán, también conocido como Aramaywan y Arumayuan,
es un  barrio rural  del municipio filipino de primera categoría de Narra perteneciente a la provincia  de Paragua en Mimaro,  Región IV-B.

## Geografía
El municipio de Narra se encuentra situado en la costa este de la Isla de La Paragua frente al mar de Joló, uno de los mares interiores del archipiélago malayo un extenso mar que forma parte del océano Pacífico, y alrededor de 70 km al sur de la capital de la provincia de Puerto Princesa.
Su término municipal linda al noroeste con el municipio de Alfonso XIII (oficialmente Quezón), frente al mar de la China Meridional, al nordeste con el de Aborlan y al sureste con el de Sofronio Española.
Este barrio rural costero de Aramayguán se sitúa en la franja costera en el extremo suroriental  del  municipio frente a la Bahía de las Islas (Sumbao),  isla de   de Bengaguán (Taru).
Su término linda al sureste con el barrio de Calategas;  al norte con los  barrio de  Calatagbak y de Isugod, ambos en el municipio de Alfonso XIII (Quezón) situado en la costa occidental de la isla;  y al nordeste con el barrio de Tacras en la costa oriental.

### Demografía
El barrio  rural de Aramayguán  contaba  en mayo de 2010 con una población de 3.143 habitantes.

## Historia
El territorio que ocupa este barrio de Tacras formaba parte de la provincia española de  Calamianes, una de las 35 del archipiélago filipino, en la parte llamada de Visayas. Pertenecía a la audiencia territorial  y Capitanía General de Filipinas, y en lo espiritual a la diócesis de Cebú.
En 1858 la provincia fue dividida en dos provincias: Castilla,  Asturias,  en el sur,  con Puerto Princesa como capital y con el territorio de los actuales municipios de Aborlan, Narra, Quezón, Sofronio Española, Punta de Broke, Rizal y Bataraza; y la pequeña isla de Balábac.
Este barrio pasa a formar parte de la provincia de Asturias, formada por un único municipio, Puerto Princesa.
En 1910 se segrega  Aborlán.
El 21 de junio de 1969 los barrios de Malatgao, Tinagong-dagat, Taritien, Antipoloan, Teresa, Panacan, Narra, Caguisan, Batang-batang, Bato-bato, Barirao, Malinao, Sandoval, Dumaguena, El Vita, Calategas, Arumayuan, Tacras, Borirao y una parte del barrio Abo-abo, que formaban parte del municipio de   Aborlan, forman el nuevo ayuntamiento de Narra cuya se encuentra en el barrio del mismo nombre.